# 散宜生

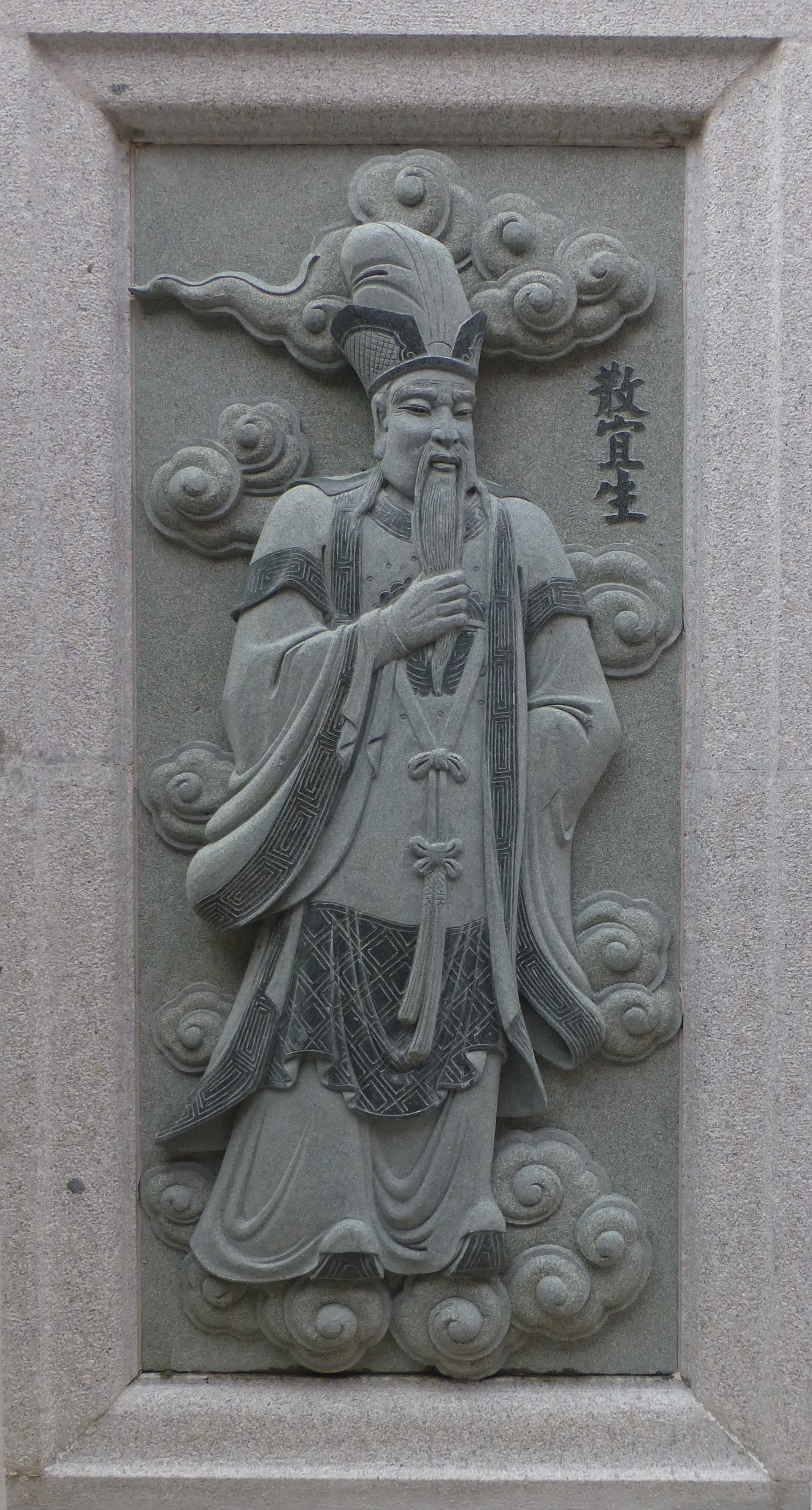
散宜生

散宜生（?—?），散氏，辅佐周文王、周武王的谋臣。与闳夭、太颠一起辅佐周文王，周文王被殷纣王囚禁在羑里。他们把有莘氏之女、骊戎的文马献给纣王，并且贿赂纣王的宠臣费仲，以救出文王，最後纣王将周文王释放，周武王繼位後，散宜生和姜尚等人辅佐武王克殷。